# Metacrambus carectellus
Metacrambus carectellus — вид лускокрилих комах родини вогнівок-трав'янок (Crambidae).

## Поширення
Вид поширений в Південній Європі, Західній та Середній Азії від Португалії до Узбекистану. Присутній у фауні України.

## Опис
Розмах крил 18-23 мм. Метелики літають у липні-серпні. Личинки живляться листям трав.